# Giải vô địch bóng đá nữ châu Đại Dương 1991
Giải vô địch bóng đá nữ châu Đại Dương 1991 là Giải vô địch bóng đá nữ châu Đại Dương thứ tư, diễn ra từ 19 tháng 5 tới 25 tháng 5 năm 1991. Đây cũng là vòng loại khu vực châu Đại Dương của Giải vô địch bóng đá nữ thế giới 1991 ở Trung Quốc.

## Vòng bảng
| Đội              | Tr | T | H | B | BT | BB | HS  | Đ |
| ---------------- | -- | - | - | - | -- | -- | --- | - |
| New Zealand      | 4  | 3 | 0 | 1 | 28 | 1  | +27 | 6 |
| Úc               | 4  | 3 | 0 | 1 | 21 | 1  | +20 | 6 |
| Papua New Guinea | 4  | 0 | 0 | 4 | 0  | 47 | −47 | 0 |

| New Zealand | 16 – 0 | Papua New Guinea |
| ----------- | ------ | ---------------- |
|             |        |                  |

| New Zealand | 1 – 0 | Úc |
| ----------- | ----- | -- |
|             |       |    |

| Úc | 12 – 0 | Papua New Guinea |
| -- | ------ | ---------------- |
|    |        |                  |

| New Zealand | 11 – 0 | Papua New Guinea |
| ----------- | ------ | ---------------- |
|             |        |                  |

| New Zealand | 0 – 1 | Úc |
| ----------- | ----- | -- |
|             |       |    |

| Úc | 8 – 0 | Papua New Guinea |
| -- | ----- | ---------------- |
|    |       |                  |

| Vô địch Giải vô địch bóng đá nữ châu Đại Dương 1991 |
| --------------------------------------------------- |
| · New Zealand · Lần thứ hai                         |